# Heitor Shimbo
Heitor Carmona Shimbo (5 marzo 1983) è uno schermidore brasiliano.

## Palmarès
In carriera ha conseguito i seguenti risultati:
- Giochi Panamericani:

Guadalajara 2011: bronzo nel fioretto a squadre e nella sciabola a squadre.